# Музей сучасного мистецтва Енді Воргола
Музей сучасного мистецтва Енді Воргола (словац. Múzeum moderného umenia Andyho Warhola, англ. Andy Warhol Museum of Modern Art, скор. AWMMA) — музей в місті Меджилабірці, Словаччина, присвячений сучасному мистецтву . Названий на честь знаменитого американського художника сучасного мистецтва Енді Воргола.

## Історія і діяльність
Музей був заснований 1 вересня 1991 року за ініціативою Джона Воргола (брат Енді Воргола), доктора Michal Bycko (Ph.D.), Fred Hughes і Vladimír Protivňák, а також Фонду візуальних мистецтв ім. Енді Воргола в Нью-Йорку (The Andy Warhol Foundation for the Visual Arts) і Міністерства культури Словаччини.

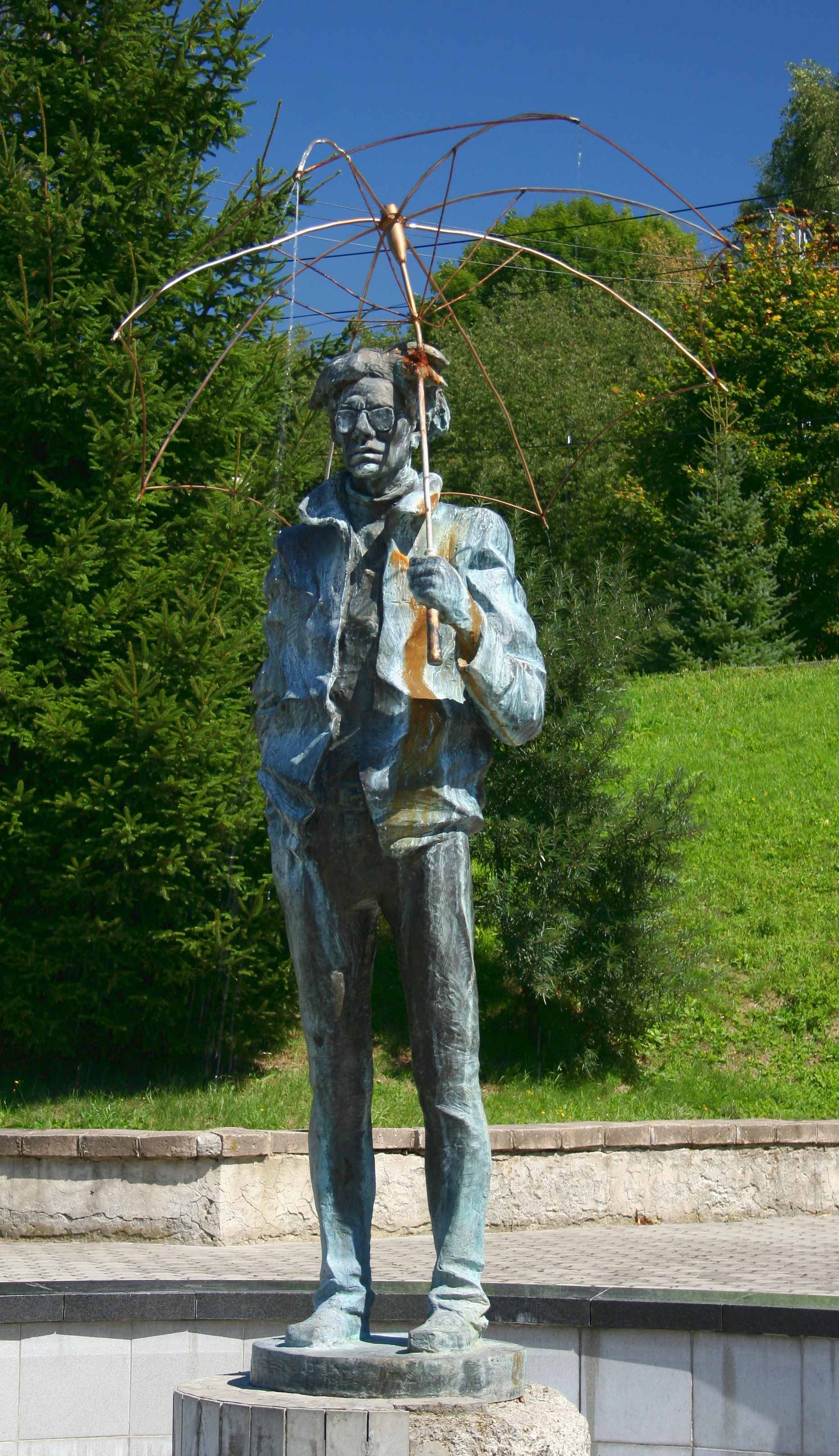
Пам'ятник Енді Ворголу біля музею

9 вересня 1991 року в музей були привезені перші 13 оригінали робіт Енді Воргола, які супроводжував Джей Шрайвер (Jay Shriver), помічник Воргола, член нью-йоркського Фонду візуальних мистецтв ім. Енді Воргола. 5 жовтня відбулося урочисте відкриття виставки «Andy Warhol in the Country of His Parents», в якій взяли участь Джон Воргол і Ладислав Снопко, міністр культури Словацької Республіки.
У 2001 році до складу засновників музею увійшов Пряшівським самоврядний регіон. 16 листопада 2002 року на площі перед музеєм був відкритий пам'ятник Енді Ворголу висотою 230 сантиметрів роботи Юрая Бартуша (Juraj Bartusz).
У 2011 році, під час святкування 20-річчя музею, була встановлена меморіальна дошка Джону Ворголу. У 2016 році Музей сучасного мистецтва імені Енді Воргола відзначив 25-річчя від дня свого заснування — з цієї нагоди музей відвідав племінник Енді Воргола Дональд Воргол (Donald Warhol) з сім'єю.

## Експозиція

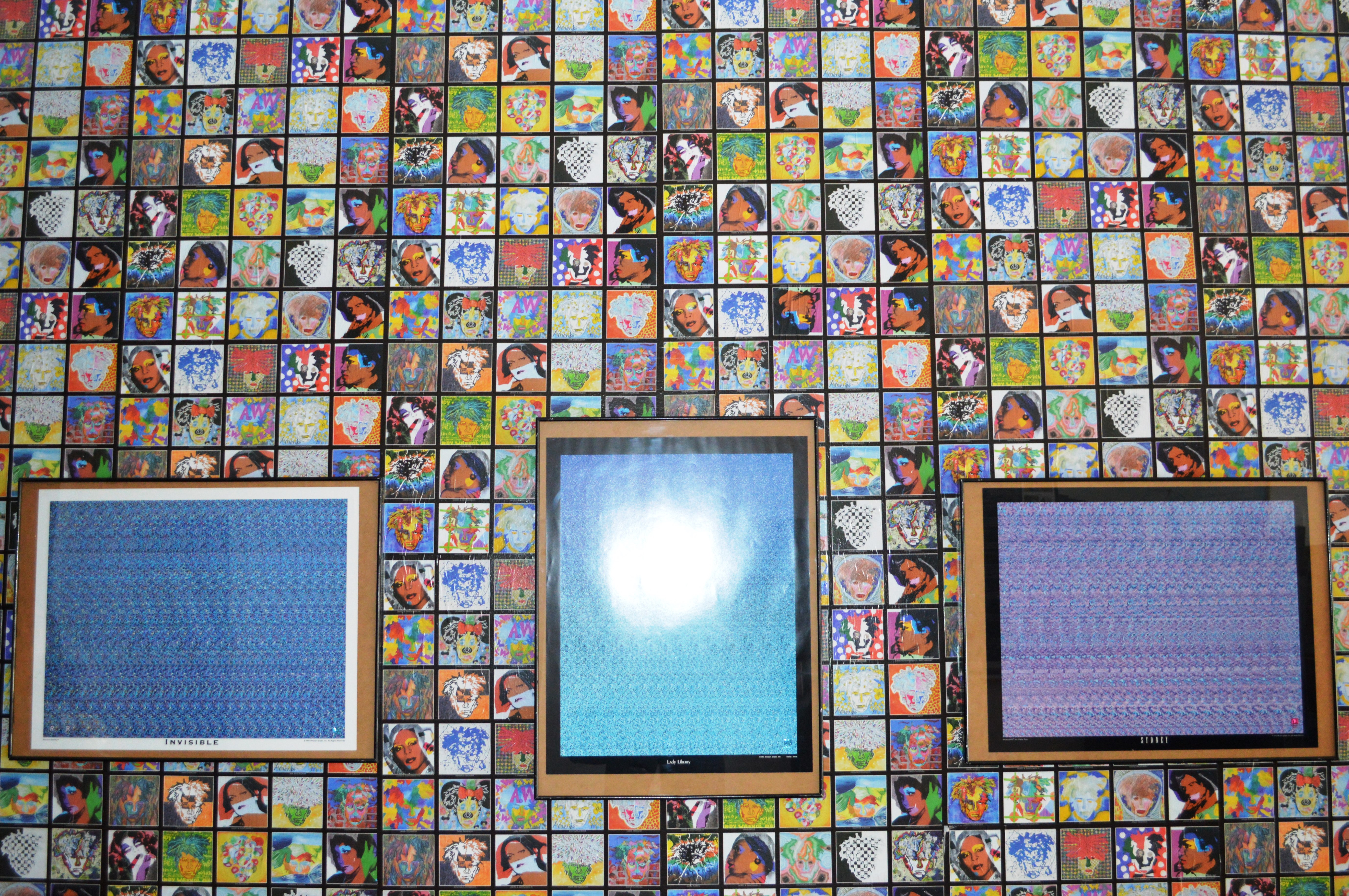
Один із залів музею

В даний час експозиційна частина музею розділена на три частини:
- У першій частині представлені роботи ще одного брата Енді Уорхола — Пола Воргола (Paul Warhola)[6] і його сина Джеймса. Пол був художником-аматором, а його син Джеймс став професійним художником і ілюстратором.
- Друга частина містить справжні матеріали про походження Енді Воргола — документи, які свідчать про русинське коріння художника: його мати і батько (Ендрю і Джульєтта Воргол, народжені Варгола) були родом з села Мікова біля Стропкова на північному сході сучасної Словаччини, в якому народилися і хрестилися Пол, Джон і Енді.
- Третя виставкова частина музею представлена роботами Енді Воргола і складається з творів, наданих музею Фондом візуальних мистецтв ім. Енді Воргола в Нью-Йорку, а також творів з приватних колекцій. В експозиції представлені всі творчі періоди художника, більшість робіт виконані трафаретного печаткою. У числі найбільш важливих творів — портрети Ліліан Картер (1977), Kimiko Powers (1981), Інгрід Бергман (1983), Мілдред Шеель (1980), Святої Аполлонії (Saint Apollonia, 1984), Теодора Рузвельта (1986), Ханса Крістіана Андерсена (1987), лідера групи «Роллінг Стоунз» Міка Джаггера (1975) та інші. Серед робіт комуністичної тематики представлені картини «Серп і молот» (1976) і «Червоний Ленін» (1987). Всього в словацькому музеї Енді Воргола налічується 160 постійних робіт і артефактів художника.